# Derby de Loredo
El Derby de Loredo es una competición anual de turf que se celebra en la localidad cántabra de Loredo, en el municipio de Ribamontán al Mar (España), desde el año 1957. Se trata de la competición hípica de más tradición en Cantabria, junto al Concurso Internacional de Saltos de La Magdalena.

## El Derby

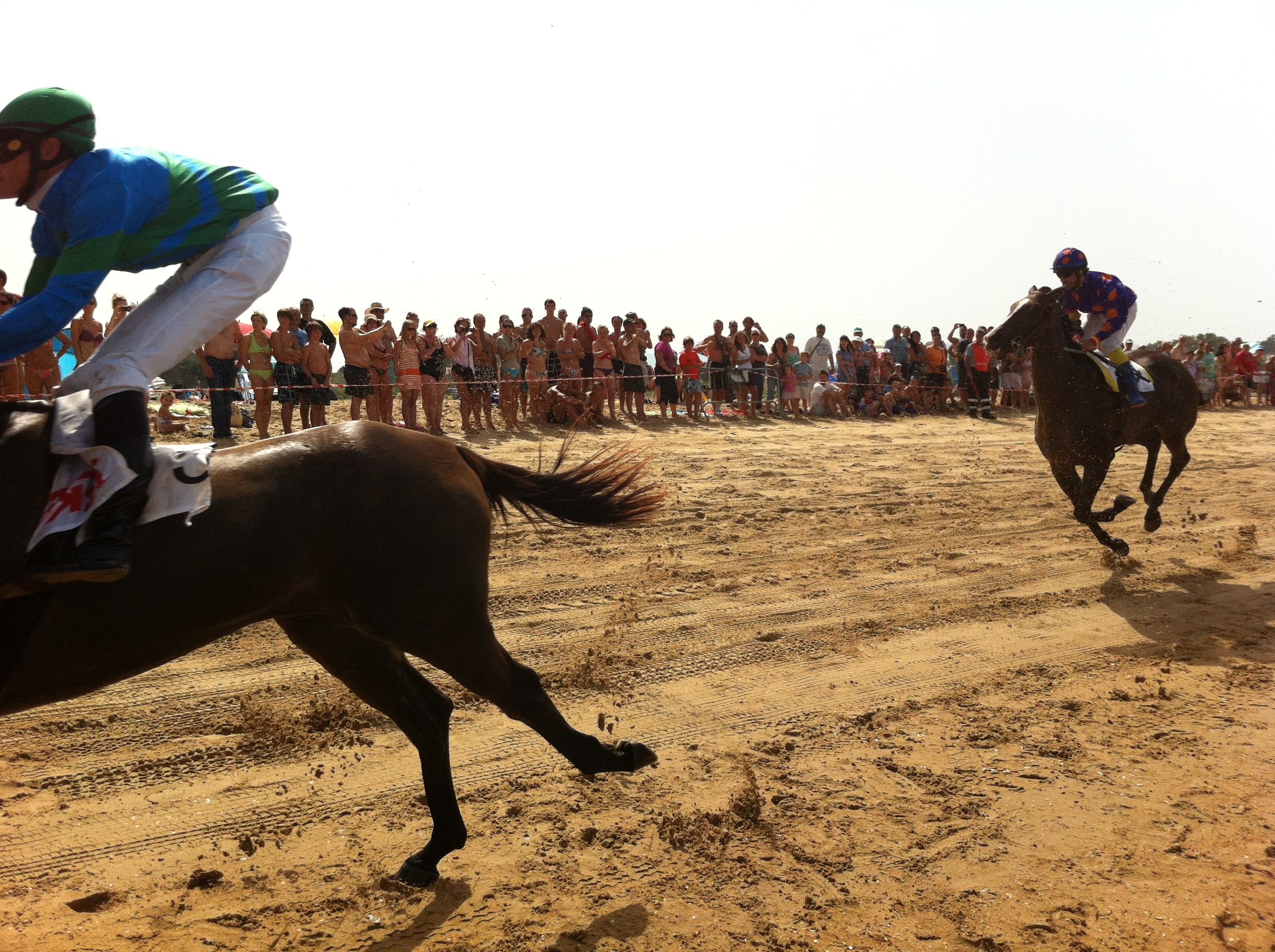
Imagen del Derby de Loredo de 2012

La idea de realizar una competición hípica en la localidad costera de Loredo data de mediados de los años 50 cuando el Doctor Don Luis de la Serna y Espina, hijo de la escritora Concha Espina, quiso dar a la playa de Loredo y al norte de España una carrera de caballos como las de Sanlúcar de Barrameda. Se trataba de crear un aliciente en un momento en el que el turismo comenzaba a tener cierta importancia en esta zona de la Bahía de Santander. Aprovechando la celebración de las fiestas patronales de la Virgen de Latas, en septiembre de 1956 se organizaron dos carreras, una de burros y la otra de caballos.
En 1957 aumentó la organización de las carreras, bajo la denominación de I Derby de Loredo con el trofeo fundacional "Luis de la Serna", en la playa de la localidad, de nuevo con carreras de burros y caballos. El II Derby de Loredo (1958) ya solo contó con carreras de caballos. En el III Derby de Loredo a las carreras de caballos se añadió la de carros (volquetes) agrícolas, que en 1968 (VIII Derby de Loredo) tuvo que realizarse en dos mangas ante el número de participantes inscritos.
Desde la primera edición de 1957 el Derby de Loredo se ha realizado de forma ininterrumpida hasta la actualidad, en que la prueba consta de las siguientes pruebas: carrera de pura sangre ingleses, carrera de volquetes agrícolas, carrera de ponis y el Gran Derby de Loredo - Premio Excmo. Ayto. de Ribamontán al Mar y Premio Fundacional Luis de la Serna. La competición ha sido valedera tanto para campeonatos de España como para campeonatos del Mundo de la especialidad, convirtiéndose en la competición hípica más antigua e importante del Norte de España.